# Commission indépendante sur l'inceste et les violences sexuelles faites aux enfants
Ne doit pas être confondu avec Commission indépendante sur les abus sexuels dans l'Église.
La Commission indépendante sur l'inceste et les violences sexuelles faites aux enfants (ou Ciivise, ou Commission inceste) est une commission d'enquête française installée en mars 2021 à la suite de l'émergence du mouvement #MeToo inceste, dont les résultats confirment le caractère massif de ces violences.

## Historique
Le 23 janvier 2021, le président de la République française Emmanuel Macron a annoncé la création d'une commission indépendante sur l'inceste et les violences sexuelles faites aux enfants, et a désigné le juge Édouard Durand et Nathalie Mathieu, pour la co-présider.
La lettre de mission, signée par Adrien Taquet, secrétaire d'État chargé de l'Enfance et des Familles, leur a été remise à cette occasion.
En novembre 2021, deux mois après le lancement de la plateforme, 6 200 témoignages avaient déjà été reçus.
La Ciivise est censée mettre fin à ses travaux le 31 décembre 2023, après la remise de son rapport final, un mois plus tôt. Cette disparition est cependant contestée et, le 7 septembre 2023, une soixantaine de personnalités signent une tribune, publiée dans Le Monde, appelant à maintenir la Ciivise,.
D'après l'enquête du média Off-investigation, le gouvernement français a tenté d'enterrer le travail réalisé par la Ciivise et refuse de prendre en compte ses recommandations pour diminuer le nombre de crimes d'inceste en France.
La commission a rendu public en octobre 2024 un premier rapport d'étape comportant une présentation de ses nouveaux travaux et un tableau de suivi des recommandations de 2023.

## Composition de la commission
En décembre 2020 Élisabeth Guigou est choisie pour prendre la tête de la commission, mais en janvier 2021 elle décide d'y renoncer en raison de sa proximité avec Olivier Duhamel, impliqué dans une affaire d'inceste.
La commission est coprésidée, de 2021 à 2023, par Édouard Durand, juge des enfants et Nathalie Mathieu, directrice générale de l’association Docteurs Bru. Elle compte différent membres et membres associés qualifiés dont Anne-Claude Ambroise-Rendu, Éva Thomas et Muriel Salmona.
Le 11 décembre 2023, la secrétaire d'État à l'Enfance Charlotte Caubel annonce que la Commission est reconduite avec des compétences élargies, mais que ses coprésidents Édouard Durand et Nathalie Mathieu sont remplacés par l'ancien rugbyman et responsable associatif Sébastien Boueilh et, en tant que vice-présidente, l'experte judiciaire Caroline Rey-Salmon. Des associations et des experts considèrent cette décision comme incompréhensible,, et onze membres de la commission démissionnent en signe de protestation,. Un douzième membre les ayant rejoints, tous signent le 4 janvier 2024 dans Libération une tribune intitulée « Inceste : la Ciivise change et nous sommes très inquiets »,.
Le 7 février 2024, Caroline Rey-Salmon, visée par une plainte pour « agression sexuelle par personne abusant de l’autorité que lui confère sa fonction », se met en retrait, puis démissionne. Le lendemain, Sébastien Boueilh démissionne lui aussi, expliquant qu'il est « cible de calomnies, d’attaques personnelles, et [que] la commission a fait l’objet de controverses qui ne permettent pas la sérénité nécessaire à la réalisation de ses missions »,.
Le 14 février 2024, 13 membres de la première équipe Ciivise démissionnaires demandent, dans une lettre, à  la nouvelle ministre chargée de l'enfance le retour d'Édouard Durand à la présidence de la Commission.
En avril 2024, un collège directeur composé de quatre membres est nommé : Thierry Baubet, professeur de psychiatrie de l'enfant et de l'adolescent, ancien membre de la CIASE et co-directeur du Centre National de Ressources et de Résilience, Maryse Le Men Régnier, magistrate et présidente de la Fédération France Victimes, Solène Podevin Favre, présidente de l'association Face à l'inceste et Bruno Questel, avocat. Bruno Questel démissionne de la commission en mai 2024.

## Mission
La commission a pour mission d'« accompagner un changement de société, pour permettre à la France de s'engager de manière déterminée pour une protection des mineurs, par l'instauration d’une culture de la prévention et de la protection ».

### Objectifs
1. Connaître et faire connaître l'ampleur des violences sexuelles faites aux enfants et leurs mécanismes et y sensibiliser la société ainsi que les professionnels au contact des enfants.
2. Formuler des recommandations pour renforcer la culture de la prévention et de la protection dans les politiques publiques.

## Rapports
La Ciivise rend son premier rapport en octobre 2021,. Selon la commission, près de 22 000 enfants par an seraient victimes d'agressions sexuelles commises par leur père. Or en 2020, les poursuites, au sein du cercle familial, pour viol incestueux ou agression sexuelle sur mineur se limitent à 1 697 personnes. En 2018, les condamnations pour ces deux infractions se limitent à 760. La commission impute cette différence de chiffres à « la suspicion systématique des professionnels à l’égard des mères ». Le rapport propose trois recommandations :
1. Suspendre de plein droit l’autorité parentale, ainsi que les droits de visite et d'hébergement du parent poursuivi pour viol ou agression sexuelle incestueuse contre son enfant[24].
2. Suspendre les poursuites pénales pour non-représentation d’enfants contre un parent lorsqu’une enquête est en cours contre l’autre parent pour violences sexuelles incestueuses.
3. Prévoir, dans la loi, le retrait systématique de l'autorité parentale en cas de condamnation d’un parent pour violences sexuelles incestueuses contre son enfant.

La Ciivise rend son rapport final en novembre 2023 avec 82 propositions sous 4 axes :
1. Le repérage des enfants victimes
2. Le traitement judiciaire
3. La réparation incluant le soin
4. La prévention des violences sexuelles

Il est présenté le 20 novembre 2023 à la Maison de la Radio.
La commission a rendu public en octobre 2024 un premier rapport d'étape comportant une présentation de ses nouveaux travaux et un tableau de suivi des recommandations de 2023.